# Cratere Angu
Angu  è un cratere sulla superficie di Marte.